# Een speeldoos

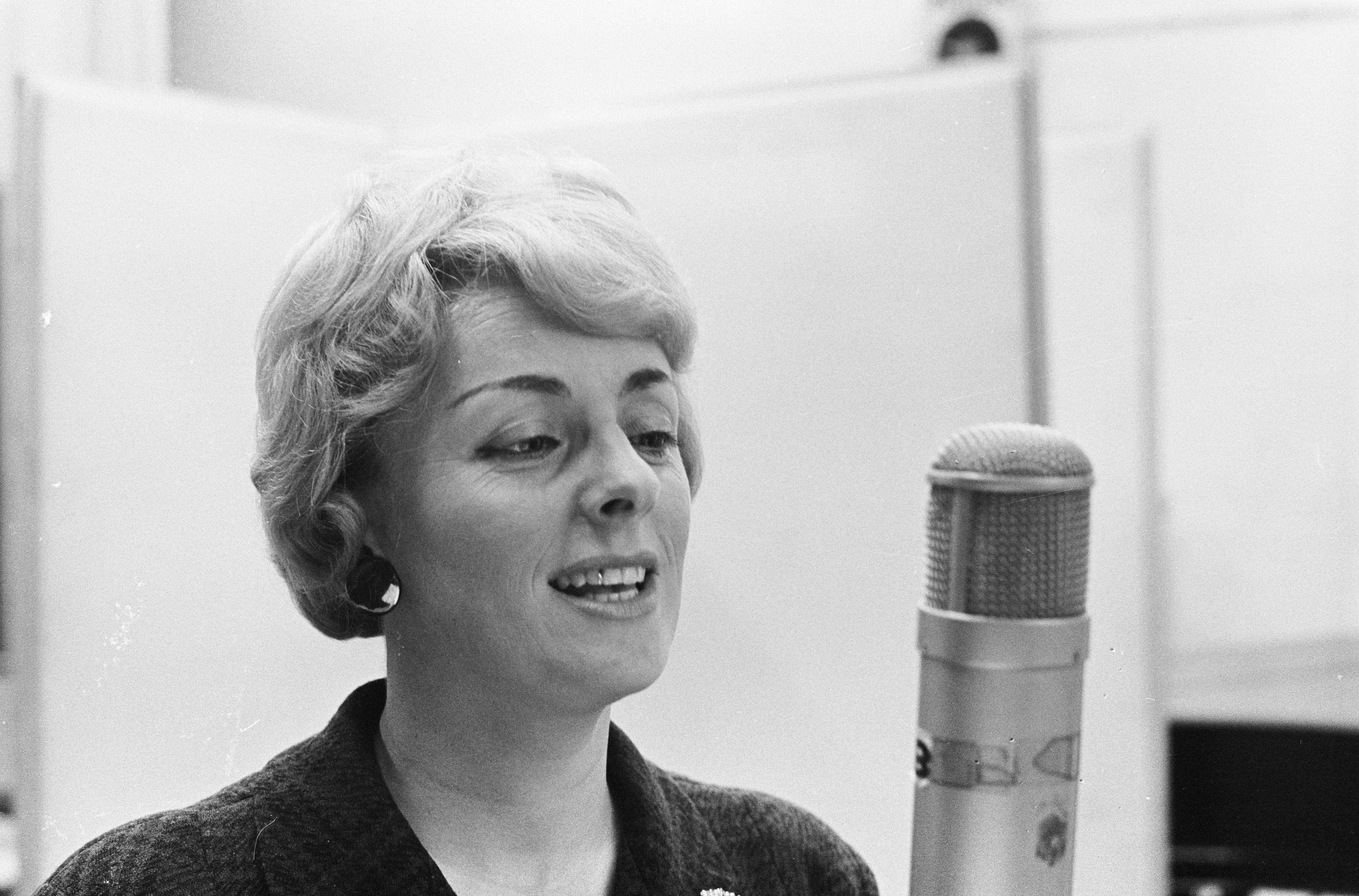
Annie Palmen in de Phonogramstudio te Hilversum tijdens de opname

Een speeldoos is voor zover na te gaan de tweeëntwintigste single van Annie Palmen. Palmen werd op het plaatje begeleid door een orkest onder leiding van Bert Paige. Een speeldoos was de Nederlandse inzending voor het Eurovisiesongfestival 1963, dat in Londen gehouden werd. Een speeldoos is geschreven door Pieter Goemans, die eerder verantwoordelijk was voor Wat een dag van Greetje Kauffeld, ook een inzending voor het festival, maar dan in 1961.
Een speeldoos is in wezen een herschrijving van het lied Geen ander, dat het Nationaal Songfestival 1963 won. Op de melodie van Geen ander werd een nieuwe tekst gezet: Een speeldoos over een herder en herderinnetje, die samen op een speeldoos staan. Het herderinnetje begint te dansen als de speeldoos draait, maar kan haar partner niet bereiken. Uiteindelijk brengt een toverfee hen toch samen.
Het mocht allemaal niet baten, Een speeldoos haalde nul punten, maar was daarin niet de enige. Ook Zweden (En gång), Finland (Muistojeni laulu) en Noorwegen (Solhverv) bleven op nul punten steken. Winnaar werd het vierde Scandinavische land Denemarken met Dansevise van Grethe Ingmann en Jørgen Ingmann. De nul punten was een voortzetting van het jaar daarvoor. Katinka van De Spelbrekers kwam ook niet verder. In tegenstelling tot Katinka wist Een speeldoos geen enkele hitparade te halen.
De platenhoes van de single was bijzonder. Philips Records bracht destijds 78 singles uit met een 2-vorm op de hoes.

## Evergreen Top 1000
| Evergreen Top 1000 "Een Speeldoos" | Evergreen Top 1000 "Een Speeldoos" | Evergreen Top 1000 "Een Speeldoos" | Evergreen Top 1000 "Een Speeldoos" | Evergreen Top 1000 "Een Speeldoos" | Evergreen Top 1000 "Een Speeldoos" | Evergreen Top 1000 "Een Speeldoos" | Evergreen Top 1000 "Een Speeldoos" | Evergreen Top 1000 "Een Speeldoos" | Evergreen Top 1000 "Een Speeldoos" | Evergreen Top 1000 "Een Speeldoos" | Evergreen Top 1000 "Een Speeldoos" |
| Jaar                               | 2008                               | 2009                               | 2010                               | 2011                               | 2012                               | 2013                               | 2014                               | 2015                               | 2016                               | 2017                               | 2018                               |
| ---------------------------------- | ---------------------------------- | ---------------------------------- | ---------------------------------- | ---------------------------------- | ---------------------------------- | ---------------------------------- | ---------------------------------- | ---------------------------------- | ---------------------------------- | ---------------------------------- | ---------------------------------- |
| Positie                            | 551                                | 450                                | -                                  | -                                  | -                                  | -                                  | -                                  | -                                  | -                                  | -                                  | -                                  |

1956: De vogels van Holland / Voorgoed voorbij · 1957: Net als toen · 1958: Heel de wereld · 1959: 'n Beetje · 1960: Wat een geluk · 1961: Wat een dag · 1962: Katinka · 1963: Een speeldoos · 1964: Jij bent mijn leven · 1965: 't Is genoeg · 1966: Fernando en Filippo · 1967: Ring-dinge-ding · 1968: Morgen · 1969: De troubadour · 1970: Waterman · 1971: Tijd · 1972: Als het om de liefde gaat · 1973: De oude muzikant · 1974: Ik zie een ster · 1975: Ding-a-dong · 1976: The party's over · 1977: De mallemolen · 1978: 't Is O.K. · 1979: Colorado · 1980: Amsterdam · 1981: Het is een wonder · 1982: Jij en ik · 1983: Sing me a song · 1984: Ik hou van jou · 1986: Alles heeft ritme · 1987: Rechtop in de wind · 1988: Shangri-la · 1989: Blijf zoals je bent · 1990: Ik wil alles met je delen · 1992: Wijs me de weg · 1993: Vrede · 1994: Waar is de zon · 1996: De eerste keer · 1997: Niemand heeft nog tijd · 1998: Hemel en aarde · 1999: One good reason · 2000: No goodbyes · 2001: Out on my own · 2003: One more night · 2004: Without you · 2005: My impossible dream · 2006: Amambanda · 2007: On top of the world · 2008: Your heart belongs to me · 2009: Shine · 2010: Ik ben verliefd (sha-la-lie) · 2011: Never alone · 2012: You and me · 2013: Birds · 2014: Calm after the storm · 2015: Walk along · 2016: Slow down · 2017: Lights and shadows · 2018: Outlaw in 'em · 2019: Arcade · 2020: Grow · 2021: Birth of a new age · 2022: De diepte · 2023: Burning daylight · 2024: Europapa